# Martin von Oliva
Martin von Oliva (* 28. Juli 1738 in Aachen; † 31. Dezember 1816 ebenda) war Schöffe und Bürgermeister der Reichsstadt Aachen.

## Leben
Martin wurde am 28. Juli 1738 nachmittags in Aachen geboren und am folgenden Vormittag im elterlichen Haus am Pley (heute Seilgraben 32) auf den Namen Johann Nepomuk Martin Franz Xaver getauft. Er war das zehnte Kind des vielfachen Bürgermeisters Alexander Theodor von Oliva (1691–1767) und seiner Frau Agnes Leonharda Katharina von Bodden (1707–1770).
Wann Martin von Oliva zum Schöffen gewählt wurde, ist nicht bekannt. 1763 trat er der Sternzunft bei, der Standesvertretung der Aachener Schöffen. 1767 ist er das einzige Mal als Schöffe urkundlich bezeugt. 
Am 4. Oktober 1778 heiratete Martin die Maria Anna Theresie Christine Magdalena von Lommessem (1751–1832), deren Bruder Johann Wilhelm (1743–1810) ebenfalls Schöffe war und unter der französischen Besetzung Aachens 1804 zum Maire gewählt wurde.
1787 wurde Martin von Oliva zum Schöffenbürgermeister gewählt. Er starb am 31. Dezember 1816 in Aachen.